# Табуретка
Табуретка (от френски: tabouret – столче) е нисък тапициран стол без облегалка. Обикновено има 3 или 4 крака.
Смята се, че терминът е въведен през XVII век във Франция по времето на Луи XIV, когато този тип столове получават особено широко разпространение.